# Upper Kalskag
Upper Kalskag est une ville d'Alaska aux États-Unis dans la Région de recensement de Bethel dont la population était de 230 habitants au recensement de 2007.
Elle est appelée Upper par ses habitants, pour la différencier de la ville de Lower Kalskag distante de 2 milles (3 km) et accessible par une piste. Upper Kalskag est accessible l'hiver par une route de glace construite entre Aniak et Bethel, sinon uniquement par des petits avions et des bateaux en été sur la rivière Kuskokwim.
Upper Kalskag est un village Yupik qui vit d'activités traditionnelles de subsistances. Les premiers habitants du village viennent de Kaltkhagamute, à 4 milles (6 km) en aval de la rivière. L'explorateur russe Lavrenty Zagoskin a dénombré une population de 120 personnes à Kaltkhagamute en 1843.
Petit à petit, des habitants de Crow Village et d'Ohagamiut se déplacent vers Upper Kalskag, tandis que les missions russes et américaines apportent une influence religieuse, catholique et orthodoxe.
George Morgan, un émigrant allemand, qui a auparavant fondé Georgetown installe un comptoir et une poste en 1932, tandis que Paul N. Kameroff a également ouvert un magasin de fournitures générales et un bar aux alentours de 1930. Le gouvernement américain institue une école à cette même période. La communauté possède à cette époque environ 2 000 rennes.

## Démographie
| 1940 | 1950 | 1960 | 1970 | 1980 | 1990 | 2000 | 2010 |
| ---- | ---- | ---- | ---- | ---- | ---- | ---- | ---- |
| 70   | 139  | 147  | 122  | 129  | 172  | 230  | 210  |